# سكيدموري أوينغس وميريل

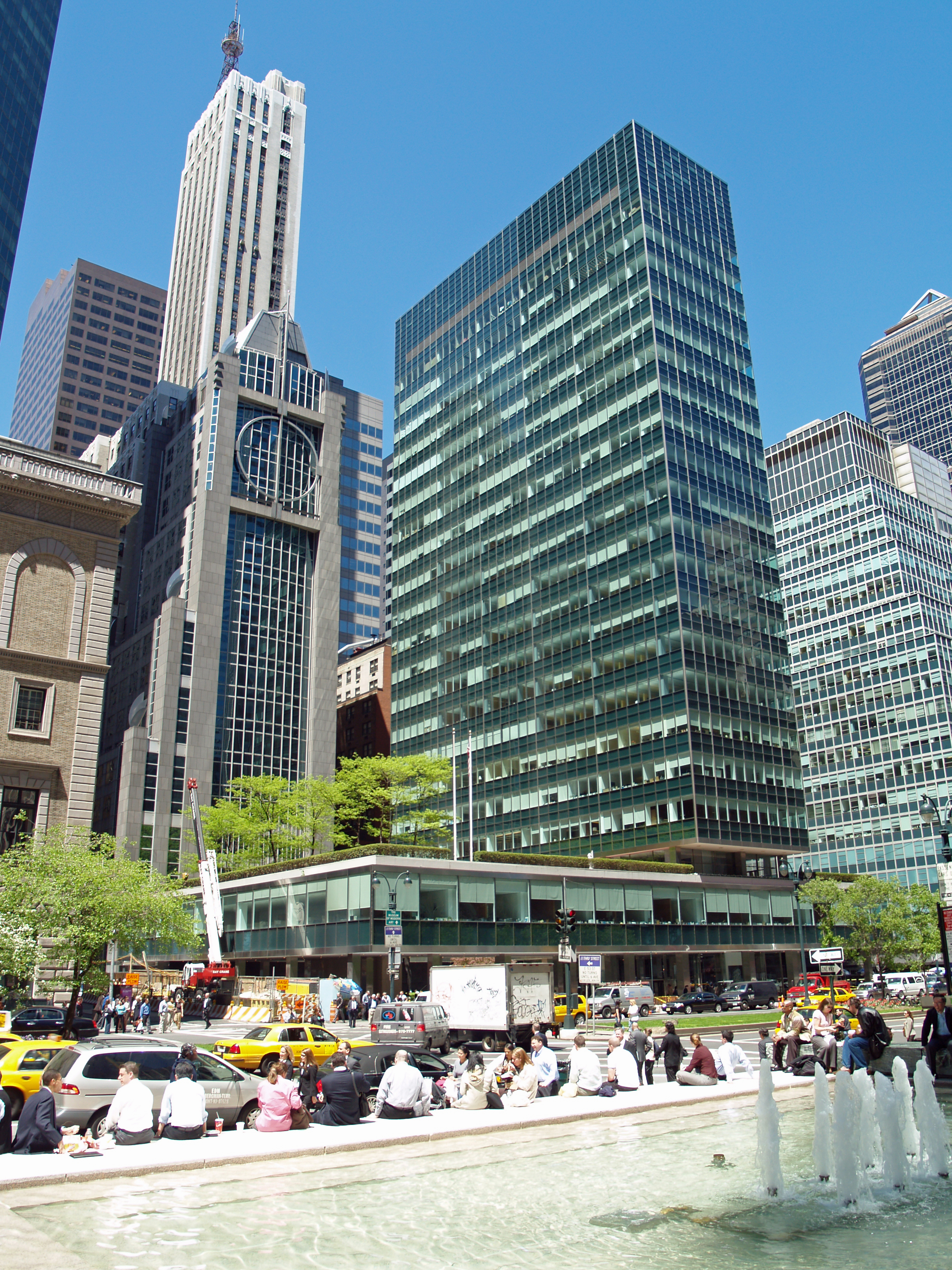

سكيدموري، أوينغس وميريل (Skidmore, Owings and Merrill) هو أحد أكبر مكاتب الهندسة المعمارية في العالم، له فروع في كل من لوس أنجلس، نيويورك، سان فرانسيسكو، واشنطن دي سي، لندن، هونغ كونغ، شانغهاي، وبروكسل.

## تاريخ
تأسس المكتب في شيكاغو عام 1936 من طرف لويس سكيدموري وناثانيل أوينغس، ثلاث سنوات فيما بعد التحق إليهم جون ميريل. المهندسين المعماريين الذين كانو معروفين هم غوردون بونشافت، ميرون غولدشميث، بروس غراهام، ووالتر نتش. اشتغل لهذا المكتب بين عامي 1957 و1962 مصمم الأثاث نيكوس زوغرافوس.

## المباني الشهيرة لهذا المكتب
- مركز جون هانكوك، شيكاغو.
- برج الأولمبي، نيويورك.
- برج سيرز، شيكاغو.
- برج جن ماو، شنغهاي.
- روندو 1-ب، وارسو.
- برج خليفة، دبي.
- برج الحمراء، الكويت.
- مكتبة بينيك للكتب النادرة والمخطوطات، كونيتيكت.

في البناء
- برج الحرية.

## وصلات خارجية
- الموقع الرسمي